# Quần đảo Eolie

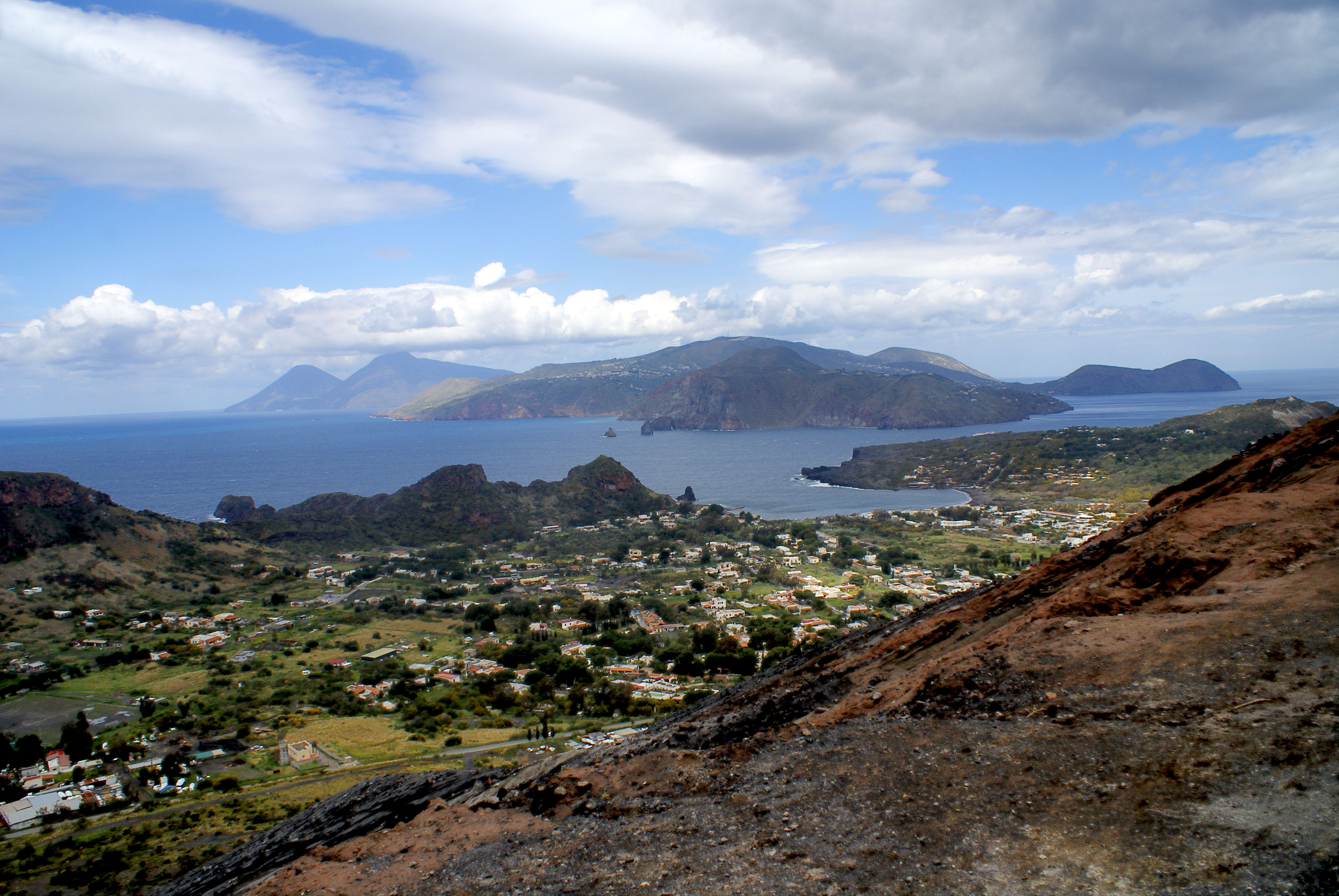
Cảnh nhìn từ đảo Vulcano, đảo Lipari ở giữa, đảo Salina ở bên trái, đảo Panarea ở bên phải.

Quần đảo Eolie hay quần đảo Aeolia (tiếng Ý: Isole Eolie, phát âm [ˈiːzole eˈɔːlje], tiếng Sicilia: Ìsuli Eoli, tiếng Hy Lạp: Αιολίδες Νήσοι, Aiolides Nisoi) nằm về phía Bắc của đảo Sicilia, còn được gọi với cái tên là Quần đảo Lipari.
Quần đảo thuộc vùng biển Tyrrhenus, là những ngọn núi lửa nhưng chỉ còn hai ngọn núi lửa Stromboli và Vulcano là còn hoạt động.
Quần đảo được UNESCO công nhận là di sản thiên nhiên thế giới vào năm 2000.

## Địa lý
Quần đảo nằm ngoài khơi biển Tyrrhenian, về phía Bắc của đảo Sicilia, bao gồm 7 hòn đảo chính có nguồn gốc từ núi lửa và nhiều đảo san hô khác. Các đảo chính thuộc quần đảo Eoli bao gồm:
- Alicudi, với 5,2 km ² với khoảng 100 dân sinh sống trên đảo. Đây là hòn đảo nằm ở tận cùng phía Tây của quần đảo Eoli.
- Filicudi diện tích 9,7 km ², khoảng 250 dân là đảo thuộc quần đảo Eoli gần với đảo Alicudi nhất.
- Lipari 37,6 km ², khoảng 10.700 cư dân là đảo lớn và đông dân nhất thuộc quần đảo và nằm ở trung tâm của quần đảo Eoli.
- Panarea 3,4 km ², khoảng 240 dân, xung quanh là các đảo san hô Basiluzzo, Dattilo và Lisca Bianca.
- Salina 26,8 km ², khoảng 2.300 dân, cùng với đảo đá Faraglione nằm ở phía Tây bắc của đảo Lipari.
- Stromboli, ở tận cùng phía đông bắc của quần đảo Eoli, có diện tích 12,6 km ², khoảng 400 dân.
- Volcano, là một hòn đảo nằm ở phía Nam của quần đảo Eoli với 21 km ² và khoảng 300 dân.

Quần đảo Eoli thuộc địa giới hành chính của 4 thành phố, thị trấn: Leni, Malfa, Santa Marina Salina và Lipari của Messina.

## Lịch sử
Các người Cnidos (Hy Lạp cổ) dưới quyền Pentathlos tới lập nghiệp trên đảo Lipara vào năm 580 trước Công nguyên. Họ định cư tại nơi ngày nay là ngôi làng Castello hoặc La Cittade. Họ đặt tên quần đảo theo tên vị thần gió Aeolus trong thần thoại Hy Lạp, người có lòng nhân từ. Bên ngoài Lipara, trên đường dẫn tới nghĩa trang, người ta đã phát hiện ra một nơi thờ nữ thần Demeter và nữ thần Persephone.
Năm 394 trước Công nguyên, các sứ giả La Mã gồm Lucius Valerius, Lucius Sergius, và Aulus Manlius đã đem một cái bát bằng vàng tới Delphi (Hy Lạp) làm quà tặng cho thần Apollo. Đoàn ngoại giao này đã bị các tên cướp biển Lipari bắt giữ, nhưng may mắn là họ đã được quan tòa Timasitheus bảo vệ và cho người dẫn đi tới Delphi. Việc này đã tạo ra quan hệ hòa bình giữa 2 nước Hy Lạp và La Mã cổ.
Năm 260 trước Công nguyên, quần đảo này là nơi diễn ra Trận quần đảo Lipari giữa Đế quốc La Mã và thành Carthage.
Năm 1544, khi Tây Ban Nha tuyên chiến với Pháp, vua Pháp François I đã xin vua Suleiman I của Đế quốc Ottoman giúp đỡ. Vua Suleiman I đã gửi 1 hạm đội do Khair ad Din (cũng gọi là Barbarossa) chỉ huy đến giúp Pháp và đã chiến thắng quân Tây Ban Nha, và cũng giúp thu hồi lại đảo Napoli từ tay Tây Ban Nha. Trong thời gian chiến tranh này, quần đảo Eolie không có người cư ngụ. Sau này các dân từ đất liền của Ý, đảo Sicilia và người Tây Ban Nha đã tới tái định cư trên quần đảo này.

## Địa chất
Các quần đảo Eoli là một hệ thống núi lửa được xác định bởi các quá trình di chuyển của các khối đất đá bên dưới các lục địa và đại dương, dẫn tới việc hình thành của magma trên bề mặt, tạo thành một vòng cung các đảo núi lửa, còn được gọi là Vòng cung Eolie (Aeolian arc) trải dài trên 200 km. 7 đảo chính là các đảo núi lửa nổi lên trên bề mặt thì còn có các núi dưới đáy biển khác như: Alcione, Lametini, Palinuro, Bald, Marsili, Sisyphus, Aeolus, Enarete..

## Di sản thế giới của UNESCO
Quần đảo Eolie đã được UNESCO công nhận là di sản thế giới từ năm 2000. Tuy nhiên, theo Ủy ban UNESCO của Ý, thì di sản này bị đe dọa rút tên khỏi danh sách trên., vì chưa chấm dứt việc khai thác hầm đá bọt, và việc lập kế hoạch xây dựng 4 cảng trên bờ biển thành phố Lipari